# Ванамийса (Риуге)
Ванамийса (ест. Vanamõisa) — село в Естонії, входить до складу волості Риуге, повіту Вирумаа.